# Fethullah Gülen
Muhammed Fethullah Gülen (ur. 27 kwietnia 1941 w Pasinler, zm. 20 października 2024) – muzułmański uczony, myśliciel, pisarz, poeta, działacz na rzecz pokoju, moralista, przewodnik duchowy. Lider Ruchu Gülena. Autor ponad 60 publikacji dotyczących rozważań na temat dynamiki życia duchowego w XXI wieku.

## Życiorys
Edukację rozpoczął w rodzinnej wiosce, ale wkrótce zmuszony był ją przerwać z powodu przeprowadzki. Kształcił się w dziedzinach związanych z religią. Pierwsze kazanie wygłosił w wieku 14 lat. Przed 18 rokiem życia stał się zwolennikiem muzułmańskiego teologa i myśliciela Saida Nursi. W 1959 otrzymał dyplom kaznodziei państwowego i promocję na stanowisko religijne w Izmirze. W swoich przemówieniach i wystąpieniach publicznych zwracał uwagę na aktualne kwestie społeczne. Jego głównym celem stała się aktywizacja wiernych. Wykładał w meczetach, na spotkaniach w miastach oraz w kawiarniach. Zyskał aprobatę wspólnoty akademickiej, w szczególności studentów. Tematyka jego wystąpień dotyczyła kwestii religijnych, edukacji, nauki, darwinizmu, ekonomii oraz sprawiedliwości społecznej. W 1981 zrezygnował ze swoich oficjalnych obowiązków jako wykładowcy. W latach 70. na kilka miesięcy Gülen trafił do więzienia za „podważanie systemu republikańskiego”. Dwukrotnie, w 1980 i 1997, poparł wojskowe zamachy stanu. Od 1988 do 1991, już jako emerytowany kaznodzieja, wygłosił cykl przemówień w różnych meczetach.

## Filozofia i działalność
Propagator koncepcji otwartego islamu współistniejącego z innymi religiami. Swoją działalnością wpłynął na stworzenie organizacji charytatywnych. W roku 1999 został przedstawiony na forum Parlamentu Religii Świata w Kapsztadzie jego dokument Konieczność Dialogu Międzywyznaniowego. Gülen porusza w nim kwestię dialogu jako niezbędnego elementu osiągnięcia porozumienia. Wsparł inicjatywę powołania Fundacji Dziennikarzy i Pisarzy (1994).

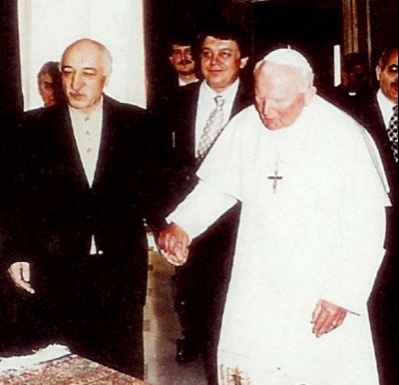
Fethullah Gülen z Janem Pawłem II.

Spotykał się m.in. z Janem Pawłem II, Johnem O’Connorem, arcybiskupem Nowego Jorku, Leonem Levym, byłym prezesem Anti-Defamation League. W samej Turcji gościł często nuncjusza apostolskiego, Patriarchę Prawosławnego, Patriarchę wspólnoty ormiańskiej w Turcji, Naczelnego Rabina wspólnoty żydowskiej.
Współpracował z licznymi dziennikami i czasopismami. Jest autorem artykułów w The Fountain, Yeni Ümit, Sızintı i Yağmur. Część jego książek dostępnych jest w przekładach na język angielski. Są to m.in.: Prophet Muhammad: Aspects of His Life, Questions and Answers about Faith, Pearls, Pearls of Wisdom, Prophet Muhammad as Commander, Essentials of the Islamic Faith, Towards the Lost Paradise, Key Concepts in the Practice of Sufism. Niektóre zostały również przełożone na język niemiecki, rosyjski, albański, japoński, indonezyjski i hiszpański.